# Polypedates taeniatus
Espèce
Synonymes
- Rhacophorus taeniatus Boulenger, 1906

Statut de conservation UICN

 LC  : Préoccupation mineure
Polypedates taeniatus est une espèce d'amphibiens de la famille des Rhacophoridae.

## Répartition
Cette espèce se rencontre, jusqu'à 500 m d'altitude, sur les contreforts de l'Himalaya, :
- au Népal ;
- en Arunachal Pradesh, en Assam, au Bengale-Occidental, au Bihar, en Uttar Pradesh et en Uttarakhand en Inde ;
- de manière sporadique dans la division de Rangpur dans le nord du Bangladesh.

## Publication originale
- Boulenger, 1906 : Description of two new Indian Frogs. Journal and Proceedings of the Asiatic Society of Bengal, vol. 2, no 9, p. 385-386 (texte intégral).